# Скелі Таракташ (Ай-Петринська яйла)

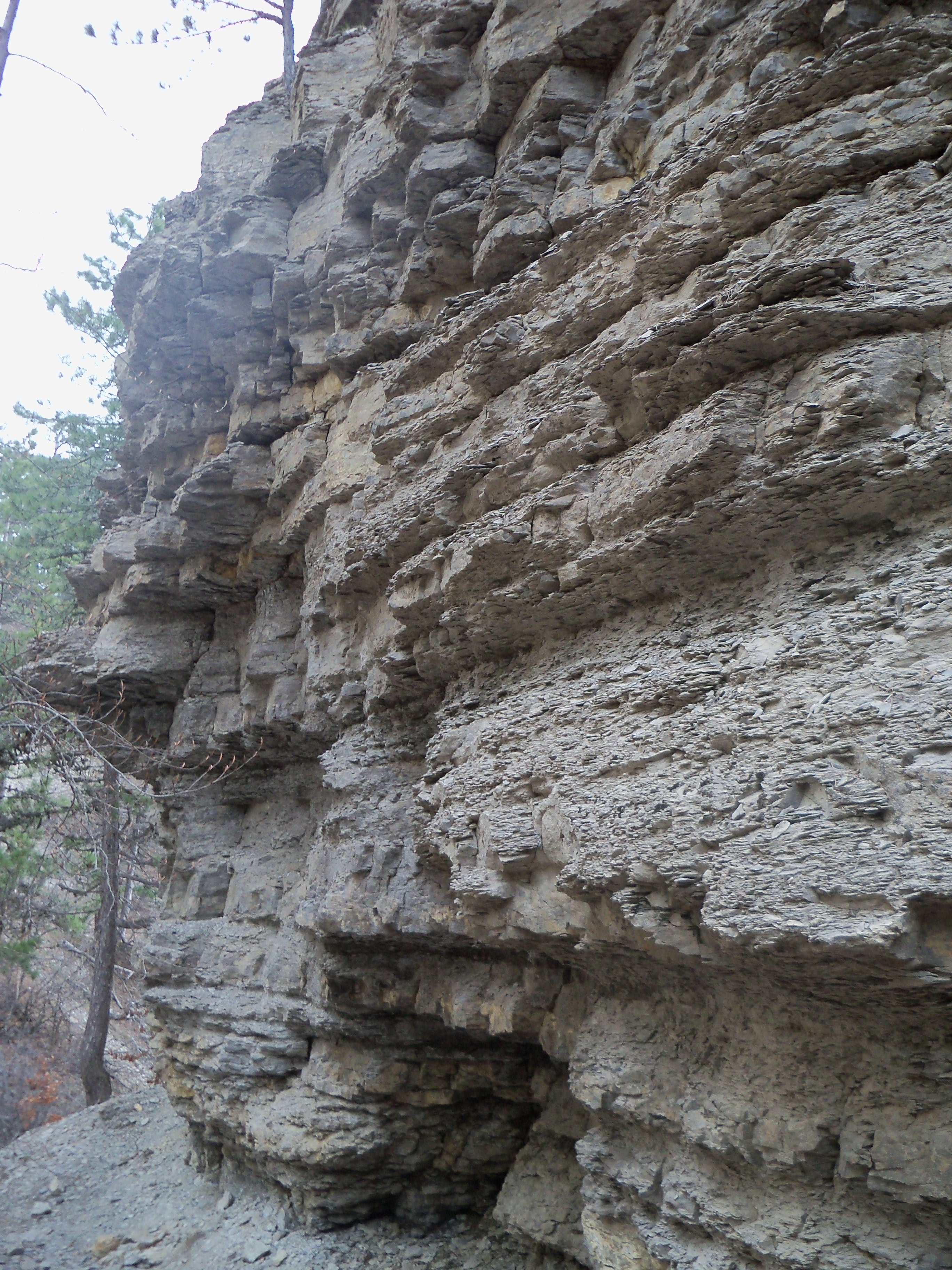
Таракташ.

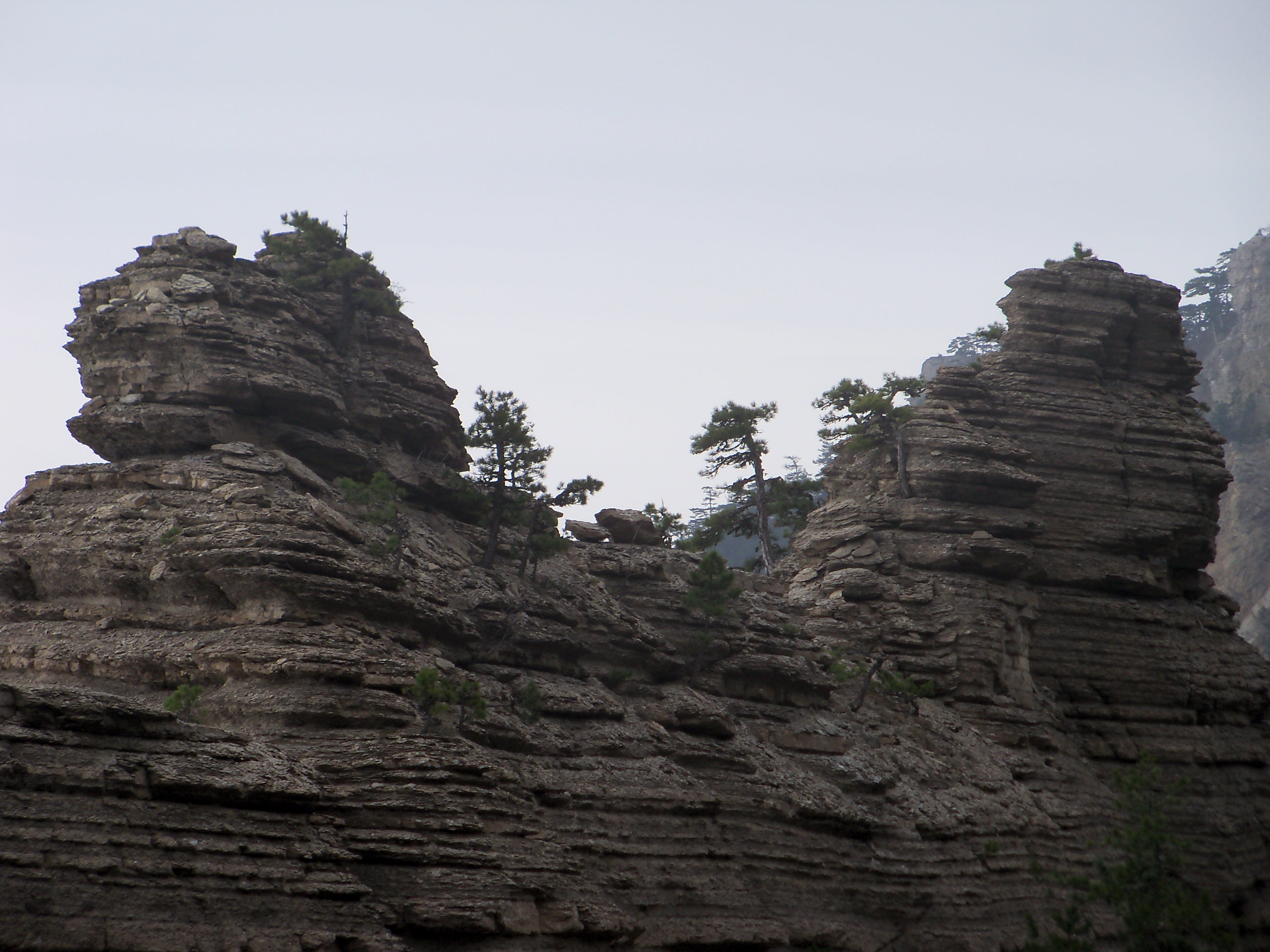
Скелі Таракташ, Кримські гори.

Тарак-Та́ш (крим. Taraq Taş, означає «кам'яний гребінь») — скельний гребінь (хребет) із яскраво вираженою горизонтальною шаруватістю, з вежоподібними структурами-скелями, уступами. Зсувний щабель Ай-Петринської яйли, біля її південної бровки, на чотири кілометри на захід до західної околиці Ялти. Багато обривів, зсувів, крутих схилів, кам'яних містків і східців.